# Onciale
Cette page contient des caractères spéciaux ou non latins. S’ils s’affichent mal (▯, ?, etc.), consultez la page d’aide Unicode.
L’onciale est une graphie particulière des alphabets latin, grec et copte utilisée du IIIe au VIIIe siècle, caractérisée par des ligatures entre les lettres majuscules et les formes arrondies de certaines lettres. Au IXe siècle se développe également l'onciale cyrillique pour le slavon de la Rous' de Kiev, sur le modèle de l'onciale grecque. Pour l’alphabet latin, elle a été créée à partir de la majuscule et de l’ancienne cursive romaine. C’est l’écriture par excellence des codex, adaptée à la plume.
Au début du IXe siècle, la minuscule caroline tend à remplacer l’onciale, qui n’est plus utilisée que pour tracer les débuts de livres, de chapitres ou de sections, à la manière des majuscules actuelles. L’imprimerie l’a définitivement fait disparaître des usages courants.

## Onciale latine

### Histoire
C’est surtout pour l’alphabet latin que le terme est adapté. En effet, le mot oncial(e) y désigne un type précis de graphie, qui se développe entre les IIIe et IVe siècles de l’ère chrétienne, à partir de la majuscule quadrata et de l’ancienne cursive romaine. C’est l’écriture par excellence des codex, adaptée à la plume car bien moins anguleuse que la quadrata, qui est (encore actuellement) celle des inscriptions.

Écriture calligraphique du mot « unziale » (onciale en allemand) avec une fonte onciale moderne

L’onciale est restée en vigueur jusqu’au début du IXe siècle, à partir duquel la minuscule caroline tend à la remplacer. Entre les VIIIe et XIIIe siècles, elle est surtout conservée pour tracer les débuts de livres, de chapitres ou de sections, à la manière de nos majuscules, dans les manuscrits en minuscule caroline ou en gothique, deux graphies qui lui doivent certaines formes, comme celles du d ou du a.
Bien que le plus souvent cantonnée après son âge d’or à un rôle ornemental, l’onciale a cependant continué d’être employée pour des codex entiers bien après ; seule l’imprimerie l’a définitivement fait disparaître des usages courants ; elle est toutefois encore très prisée des calligraphes.
La graphie nommée semi-onciale n’est pas dérivée de l’onciale, mais de la nouvelle cursive romaine. Les écritures nationales développées après la chute de l’Empire romain (lombarde, wisigothique, mérovingienne, insulaire, etc.) sont principalement issues de cette nouvelle cursive ou de la semi-onciale pour les écritures insulaires (irlandaise et anglo-saxonne).

### Tracés
Note : l’image ci-dessus ne représente qu’une possibilité de tracé de l’onciale. En effet, évoluant au gré des siècles et des lieux (pour ne pas dire des scribes), elle n’offre pas une apparence figée et invariante.
L’onciale latine se caractérise par ses courbes. Les lettres les plus caractéristiques sont A, D, E, H, M, Q et V, qui se distinguent de leur équivalent en quadrata et laisseront leur empreinte dans le tracé des minuscules actuelles (via un parcours complexe, cependant : nos minuscules ne dérivent en effet pas directement de l’onciale). Il n’existe pas encore de lettre J distincte de I (lequel n’a pas non plus encore de point suscrit) ; U et V ne sont pas non plus séparés. Enfin, W n’a pas encore fait son apparition.
Les lettres n’ont plus systématiquement une hauteur d’œil régulière : certaines dépassent de la ligne, ce qu’on voit aisément avec D, H, K et L pour la hauteur d’œil et F, G, N, P, Q, R, X et Y (parfois surmonté d’un point suscrit) pour la ligne de base. Selon les manuscrits, certaines de ces lettres sont cependant plus régulières : c’est le cas de N, par exemple, qui peut rester circonscrit aux deux lignes.
Les mots ne sont au départ pas séparés mais un petit espace sert parfois de séparateur de phrases, ou un point. La ponctuation est, hormis ce point, quasiment absente et comme l’écriture n’est pas encore bicamérale, on se sert parfois d’une grande lettre pour marquer les débuts de page voire de phrase mais pas de caractères différents.
Les abréviations restent rares dans les manuscrits anciens : sont le plus souvent concernés les nomina sacra, la suspension nasale (M en fin de ligne est remplacé par un trait suscrit accompagné ou non d’un point, N par un trait suscrit). L’enclitique -que (signifiant et en latin) et la désinence -bus de datif / ablatif pluriel sont, comme en capitales, parfois notés par Q. et B. ; les manuscrits de droit, cependant, sont déjà riches en abréviations.
On trouve quelques ligatures en fin de ligne ainsi que le E caudata (Ę) pouvant remplacer AE, faisant son apparition à partir du VIe siècle.

## Onciale grecque

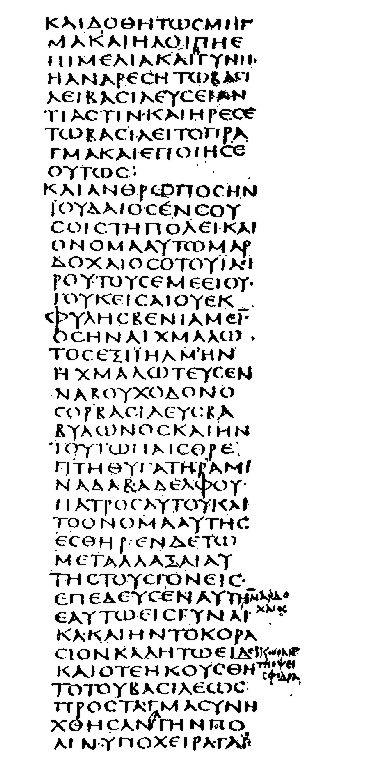
Codex Sinaiticus.

Lorsque l’on parle de l’alphabet grec, il est d’usage de désigner l’une de ses graphies par le terme d’onciale. Il s’agit là d’une dénomination bien moins précise que pour l’alphabet latin : en effet, ce n’est pas tant le tracé et le type de lettres qu’on désigne que la destination du texte écrit ainsi. L’onciale grecque est en effet un type de capitales utilisé pour l’écriture de librairie à partir de l’époque hellénistique, très proche des capitales lapidaires, que l’on gagnerait à nommer « livresque ». Elle s’oppose en cela à l’écriture de chancellerie et aux minuscules. D’ailleurs, depuis quelques années, le nom d’onciale a été abandonné au profit de celui de majuscule, plus approprié.
C’est à partir du milieu du IVe siècle av. J.-C. que l'on assiste à une séparation, somme toute assez peu marquée, entre les capitales lapidaires et celles que l’on utilise pour les livres, terme par lequel on désigne des documents publics et non privés, lesquels sont écrits dans divers types tendant plus ou moins vers la cursive. Les traits les plus frappants concernent peu de lettres ; comme dans l’onciale latine, les traits droits ont tendance à se courber, ce que permet plus facilement l’écriture sur parchemin :
- le sigma prend la forme du sigma lunaire : Σ →  С → Ͻ ;
- l’epsilon se courbe (epsilon lunaire) : Ε → Є ;
- l’omega prend la forme qui donnera naissance à la minuscule : Ω → Ѡ.

Pour les autres lettres, on note, comme pour la latine, une irrégularité de hauteur (qui se manifeste surtout dans le dépassement de la ligne de base) et une simplification croissante du tracé de certaines lettres, comme le Α qui, au départ, restait proche du modèle lapidaire et qui, petit à petit, en est venu à se tracer à la manière du A oncial latin, le Ξ, dont les trois traverses se relient, ou encore le Λ, dont la haste gauche se raccourcit. Ces deux derniers tracés sont, on le voit, très proches des minuscules actuelles λ et ξ (minuscules qui sont tributaires d’un mélange de formes s’étalant sur plus de deux millénaires).
Note : pour des raisons de compatibilité avec les polices de caractères courantes, on a choisi de représenter les lettres grecques onciales par des caractères tirés du cyrillique.
Une fois le modèle fixé, il restera invariant pendant plus d’un millénaire dans les usages manuscrits livresques, remplacé ensuite dans l’imprimerie par les capitales lapidaires remises au goût du jour tandis que les minuscules s’étaient imposées.

Voici un exemple théorique de lettres grecques onciales : 

## À propos du motoncial(e)
Le mot français vient de l’adjectif latin uncialis, « d’un douzième ». À l’origine, il s’agirait de caractères d’un douzième de pied, soit d’un pouce, avant de désigner des lettres plus petites. C’est chez saint Jérôme qu’on trouve une première attestation du terme, dans sa préface à sa traduction du Livre de Job :
« Habeant qui volunt veteres libros, vel in membranis purpureis auro argentoque descriptos, vel uncialibus ut vulgo aiunt litteris onera magis exarata quam codices. »

« Il y en a qui veulent de vieux livres, soit en parchemin coloré de pourpre et aux lettres tracées à l’or et à l’argent, soit en onciales, comme on dit couramment, qui sont plus des fardeaux écrits que des codex. »

Il semble qu’il ne faille voir là qu’un terme désignant tout type de grandes lettres (majuscules) et non pas précisément l’onciale. Il faut attendre Charles-François Toustain et René Prosper Tassin (au XVIIIe siècle) pour qu’onciale se spécialise dans le sens actuel.
| |
| Types d'onciales catégorisées dans le Nouveau traité de diplomatique... de Doms Tassin et Toustain. |

Le mot permet aussi de désigner des codex (le plus souvent chrétiens) écrits dans cette graphie ou du moins dans des lettres capitales grecques, par opposition aux cursives, écrits en minuscules grecques. On connaît de nombreux codex en onciales, dont :
- le codex Vaticanus ;
- le codex Sinaiticus ;
- le codex Alexandrinus ;
- le codex Coislinianus ;
- le Codex Bezae (bilingue grec / latin, en onciale aussi) ;
- le Codex Petropolitanus.